# János Garay
Pour les articles homonymes, voir Garay.
Dans le nom hongrois Garay János, le nom de famille précède le prénom, mais cet article utilise l’ordre habituel en français János Garay, où le prénom précède le nom.
János Garay ([ˈjaːnoʃ], [ˈgɒɾɒi]), né le 10 octobre 1812 à Szekszárd et décédé le 5 novembre 1853 à Pest, est un poète hongrois. 